# Cláusula de supletoriedad
La cláusula de supletoriedad es una previsión constitucional establecida en el artículo 149.3 de la Constitución Española de 1978, que en su último párrafo establece: "El derecho estatal será, en todo caso, supletorio del derecho de las Comunidades Autónomas". 
El contenido de este apartado constituye un mandato dirigido al aplicador del derecho, que establece que para la aplicación de las normas jurídicas en una materia de competencia autonómica se ha de utilizar el Derecho estatal ante la existencia de una laguna en el ordenamiento autonómico que no pueda ser completada con la normativa de la Comunidad Autónoma.

## Contexto
El artículo 149 de la Constitución española establece la distribución de competencias entre el Estado y las comunidades autónomas y recoge tres reglas esenciales o cláusulas de cierre, que son la cláusula de residualidad, la cláusula de prevalencia y la cláusula de supletoriedad.

## Interpretación de la cláusula de supletoriedad
La cláusula de supletoriedad supuso una previsión establecida al momento de redacción del texto constitucional, ante la incertidumbre del desarrollo del Estado Autonómico en España a partir de la promulgación de la Constitución de 1978.
La interpretación del Tribunal Constitucional de esta cláusula evolucionó con el tiempo. En sus primeras sentencias, el Tribunal entendió que ante un vacío normativo se debía aplicar el derecho estatal, interpretando de forma expansiva la capacidad normativa estatal y se extraía de esta regla una competencia genérica e ilimitada del Estado.
A partir de las Sentencias del Tribunal 118/1996 y 61/1997, descartó conceptuar la cláusula de supletoriedad como regla atributiva de competencias y entendía que el Estado debe invocar un título específico que le habilite para dictar derecho supletorio para ejercer una determinada competencia. De esta manera, la supletoriedad se entiende solo posible de aquellas normas que se dictan por el Estado en materias de su competencia, y no puede establecer normativa supletoria con carácter general.